# Neomuscina praetaseta
Neomuscina praetaseta är en tvåvingeart som beskrevs av John Otterbein Snyder 1954. Neomuscina praetaseta ingår i släktet Neomuscina och familjen husflugor. Inga underarter finns listade i Catalogue of Life.